# Gueorgui Balakshin
Gueorgui Ruslánovich Balakshin –en ruso, Георгий Русланович Балакшин– (Antonovka, URSS, 6 de marzo de 1980) es un deportista ruso, de origen yakuto, que compitió boxeo amateur.
Participó en dos Juegos Olímpicos de Verano, obteniendo una medalla de bronce ne Pekín 2008, en el peso mosca, y el quinto lugar en Atenas 2004, en el mismo peso.
Ganó una medalla de bronce en el Campeonato Mundial de Boxeo Aficionado de 2001 y cuatro medallas en el Campeonato Europeo de Boxeo Aficionado entre los años 2002 y 2011.

## Palmarés internacional
| Juegos Olímpicos   | Juegos Olímpicos      | Juegos Olímpicos  | Juegos Olímpicos |
| Año                | Lugar                 | Medalla           | Categoría        |
| ------------------ | --------------------- | ----------------- | ---------------- |
| 2008               | Pekín (China)         | Medalla de bronce | 51 kg            |
| Campeonato Mundial |                       |                   |                  |
| Año                | Lugar                 | Medalla           | Categoría        |
| 2001               | Belfast (Reino Unido) | Medalla de bronce | 51 kg            |
| Campeonato Europeo |                       |                   |                  |
| Año                | Lugar                 | Medalla           | Categoría        |
| 2002               | Perm (Rusia)          | Medalla de oro    | 51 kg            |
| 2004               | Pula (Croacia)        | Medalla de oro    | 51 kg            |
| 2006               | Plovdiv (Bulgaria)    | Medalla de oro    | 51 kg            |
| 2011               | Ankara (Turquía)      | Medalla de plata  | 52 kg            |